# کژدم‌زنبورواران
کژدم‌زنبورواران (نام علمی: Ichneumonoidea) نام یک بالاخانواده از راسته پرده‌بالان است.